# Lista odcinków serialu Ash kontra martwe zło
Poniżej znajduje się lista odcinków serialu telewizyjnego Ash kontra martwe zło – emitowanego przez amerykańską stację kablową Starz od 31 października 2015 roku do 29 kwietnia 2018 roku. Powstały trzy serię, które łącznie składają się z 30 odcinków. W Polsce serial był emitowany od 5 marca 2016 roku do 26 maja 2018 roku przez Cinemax Polska.
| Sezon | Sezon | Odcinki | Oryginalna emisja    | Oryginalna emisja | Oryginalna emisja | Oryginalna emisja | Oryginalna emisja |
| Sezon | Sezon | Odcinki | Premiera sezonu      | Finał sezonu      | Premiera sezonu   | Finał sezonu      |                   |
| ----- | ----- | ------- | -------------------- | ----------------- | ----------------- | ----------------- | ----------------- |
|       | 1     | 10      | 31 października 2015 | 3 stycznia 2016   | 5 marca 2016      | 2 kwietnia 2016   |                   |
|       | 2     | 10      | 2 października 2016  | 4 grudnia 2016    | 28 stycznia 2017  | 1 kwietnia 2017   |                   |
|       | 3     | 10      | 25 lutego 2018       | 29 kwietnia 2018  | 14 kwietnia 2018  | 26 maja 2018      |                   |

## Sezon 1 (2015-2016)
| Nr | #  | Tytuł                 | Reżyseria          | Scenariusz                                 | Premiera Starz       | Cinemax         |
| -- | -- | --------------------- | ------------------ | ------------------------------------------ | -------------------- | --------------- |
| 1  | 1  | El Jefe               | Sam Raimi          | Sam Raimi, Ivan Raimi, Tom Spezialy        | 31 października 2015 | 5 marca 2016    |
| 2  | 2  | Bait                  | Michael J. Bassett | Dominic Dierkes                            | 7 listopada 2015     | 5 marca 2016    |
| 3  | 3  | Books from Beyond     | Michael J. Bassett | Sean Clements                              | 14 listopada 2015    | 12 marca 2016   |
| 4  | 4  | Brujo                 | David Frazee       | James E. Eagan                             | 21 listopada 2015    | 12 marca 2016   |
| 5  | 5  | The Host              | David Frazee       | Zoë Green                                  | 28 listopada 2015    | 19 marca 2016   |
| 6  | 6  | The Killer of Killers | Michael Hurst      | Nate Crocker                               | 5 grudnia 2015       | 19 marca 2016   |
| 7  | 7  | Fire in the Hole      | Michael Hurst      | Sean Clements, Dominic Dierkes, Ivan Raimi | 12 grudnia 2015      | 26 marca 2016   |
| 8  | 8  | Ashes to Ashes        | Tony Tilse         | Michael J. Bassett                         | 19 grudnia 2015      | 26 marca 2016   |
| 9  | 9  | Bound in the Flesh    | Tony Tilse         | Rob Wright                                 | 26 grudnia 2015      | 2 kwietnia 2016 |
| 10 | 10 | The Dark One          | Rick Jacobson      | Craig DiGregorio                           | 2 stycznia 2016      | 2 kwietnia 2016 |

## Sezon 2 (2016)
| Nr | #  | Tytuł          | Reżyseria          | Scenariusz                  | Premiera Starz       | Premiera Cinemax |
| -- | -- | -------------- | ------------------ | --------------------------- | -------------------- | ---------------- |
| 11 | 1  | Home           | Rick Jacobson      | Craig DiGregorio            | 2 października 2016  | 28 stycznia 2017 |
| 12 | 2  | The Morgue     | Tony Tilse         | Cameron Welsh               | 9 października 2016  | 4 lutego 2017    |
| 13 | 3  | Last Call      | Tony Tilse         | Noelle Valdivia             | 16 października 2016 | 11 lutego 2017   |
| 14 | 4  | DUI            | Michael J. Bassett | Ivan Raimi                  | 23 października 2016 | 18 lutego 2017   |
| 15 | 5  | Confinement    | Michael J. Bassett | William Bromell             | 30 października 2016 | 25 lutego 2017   |
| 16 | 6  | Trapped Inside | Mark Beesley       | James E. Eagan              | 6 listopada 2016     | 4 marca 2017     |
| 17 | 7  | Delusion       | Mark Beesley       | Hank Chilton                | 13 listopada 2016    | 11 marca 2017    |
| 18 | 8  | Ashy Slashy    | Tony Tilse         | Suzanne Keilly, Aaron Lam   | 20 listopada 2016    | 18 marca 2017    |
| 19 | 9  | Home Again     | Rick Jacobson      | Jennifer Ames, Steve Turner | 27 listopada 2016    | 25 marca 2017    |
| 20 | 10 | Second Coming  | Rick Jacobson      | Luke Kalteux                | 4 grudnia 2016       | 1 kwietnia 2017  |

## Sezon 3 (2018)
| Nr | #  | Tytuł               | Reżyseria                  | Scenariusz     | Premiera Starz   | Premiera Cinemax |
| -- | -- | ------------------- | -------------------------- | -------------- | ---------------- | ---------------- |
| 21 | 1  | Family              | Mark Beesley               | Mark Verheiden | 25 lutego 2018   | 14 kwietnia 2018 |
| 22 | 2  | Booth Three         | Mark Beesley               | Rob Fresco     | 4 marca 2018     | 14 kwietnia 2018 |
| 23 | 3  | Apparently Dead     | Diego & Andres Meza-Valdes | Ivan Raimi     | 11 marca 2018    | 21 kwietnia 2018 |
| 24 | 4  | Unfinished Business | Daniel Nettheim            | Nicki Paluga   | 18 marca 2018    | 21 kwietnia 2018 |
| 25 | 5  | Baby Proof          | Daniel Nettheim            | Luke Kalteaux  | 25 marca 2018    | 28 kwietnia 2018 |
| 26 | 6  | Tales from the Rift | Regan Hall                 | Aaron Lam      | 1 kwietnia 2018  | 28 kwietnia 2018 |
| 27 | 7  | Twist and Shout     | Mark Beesley               | Caitlin Meares | 8 kwietnia 2018  | 5 maja 2018      |
| 28 | 8  | Rifting Apart       | Mark Beesley               | Bryan Hill     | 15 kwietnia 2018 | 12 maja 2018     |
| 29 | 9  | Judgement Day       | Rick Jacobson              | Rick Jacobson  | 22 kwietnia 2018 | 19 maja 2018     |
| 30 | 10 | The Mettle of Man   | Rick Jacobson              | Rick Jacobson  | 29 kwietnia 2018 | 26 maja 2018     |